# ك. فرد جونز
ك. فرد جونز (بالإنجليزية: C. Fred Jones)‏ هو سياسي أمريكي، ولد في 19 أبريل 1930 في أوبورندال في الولايات المتحدة، وتوفي في 9 يوليو 2015. حزبياً، نشط في الحزب الديمقراطي. وقد انتخب عضو مجلس نواب فلوريدا.